# Alexó
Alexó（en llatí Alexōn, ōnis; en grec antic Ἀλέξων, ωνος) fou un aqueu que servia a la guarnició cartaginesa de Lilibèon quan era assetjada pels romans l'any 250 aC durant la Primera Guerra Púnica.
Durant el setge, alguns dels gals mercenaris van planejar entregar la ciutat als romans, però Alexó, que ja una vegada havia salvat Agrigent d'un intent similar dels mercenaris, va alertar al comandant cartaginès Himilcó. També va ajudar a Himilcó a mantenir la pau entre els mercenaris i a aconseguir la seva fidelitat als cartaginesos, segons diu Polibi.